# Philippinotrachelus fuscatus
Philippinotrachelus fuscatus es una especie de coleóptero de la familia Attelabidae.

## Distribución geográfica
Habita en Filipinas.